# José Maria Amorim de Carvalho
José Maria Amorim de Carvalho nasceu a 17 de janeiro de 1904 no Porto. Era filho de Júlio Diniz Amorim de Carvalho e de Maria Cândida Caldas de Matos. O seu pai era farmacêutico diplomado pela Escola Médica do Porto, a sua mãe apesar de não ter profissão definida era neta dum poeta. Era assim descendente duma família de raízes luso-espanholas e tradicionalmente católica. 

## Biografia

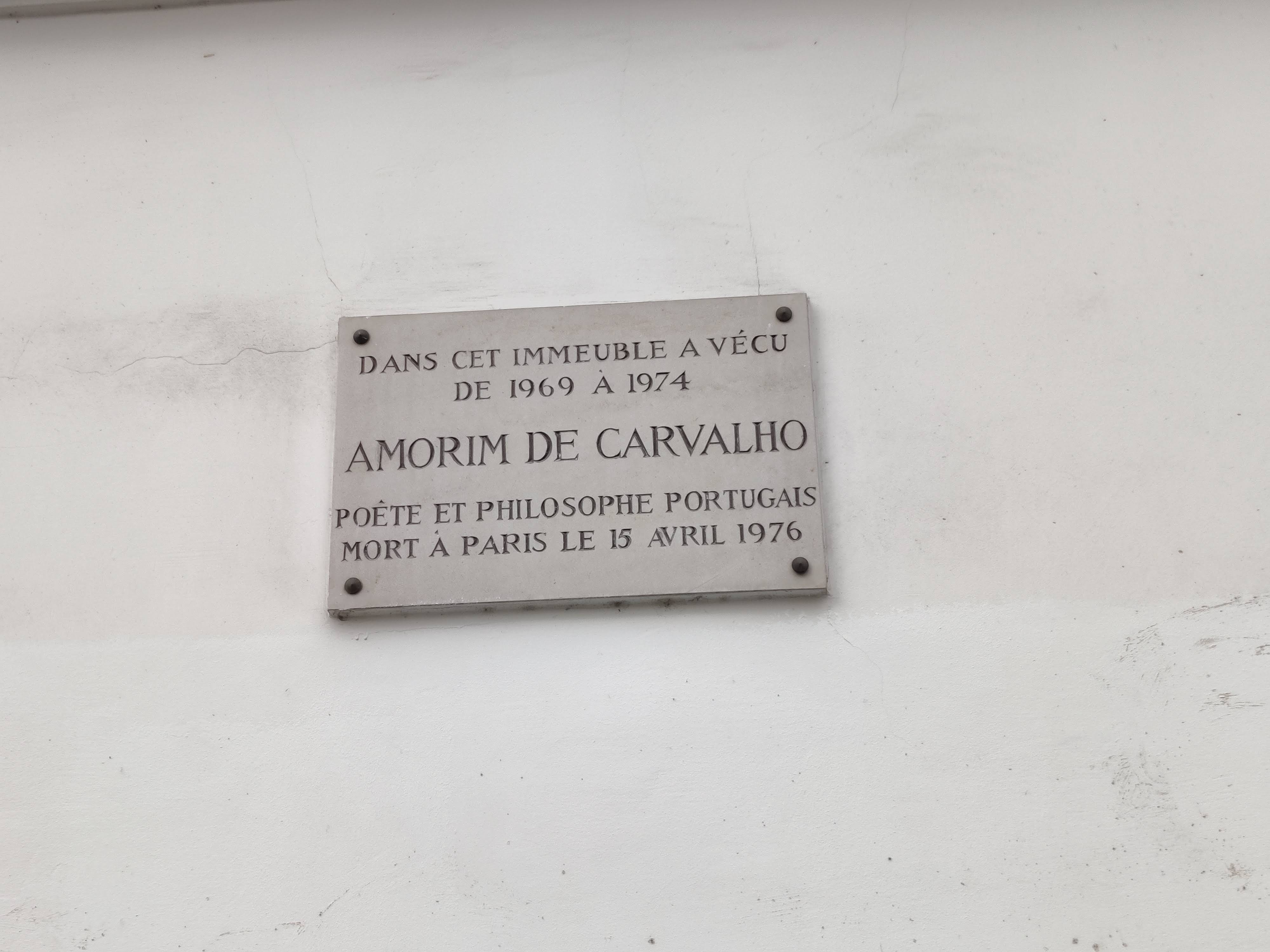
Placa em Paris

Apesar de ter vivido por dificuldades financeiras no seu ensino secundário ao longo da sua vida desenvolveu várias componentes literárias como a poesia, a versificação, filosofia e a novelística sendo contudo um publicista e um crítico literário. Fôra ele o autor do Tratado da Versificação Portuguesa em 1941, livro ao qual estabelece inúmeras regras de métrica e de verso em que defende claramente a distinção de verso e de poesia, chegando até a afirmar que é tão possível escrever poesia em verso como em prosa. 
Das citações tiradas da sua obra ao longo da sua vida, certamente uma se destaca: "porque todos nós passamos e os factos ficam" 
De entre as suas obras destacam-se Bárbaros (poesia, 1927), A Teia de Aranha (romance, 1962), Deus e o Homem na Filosofia. 
Faleceu em 1976 em Paris.

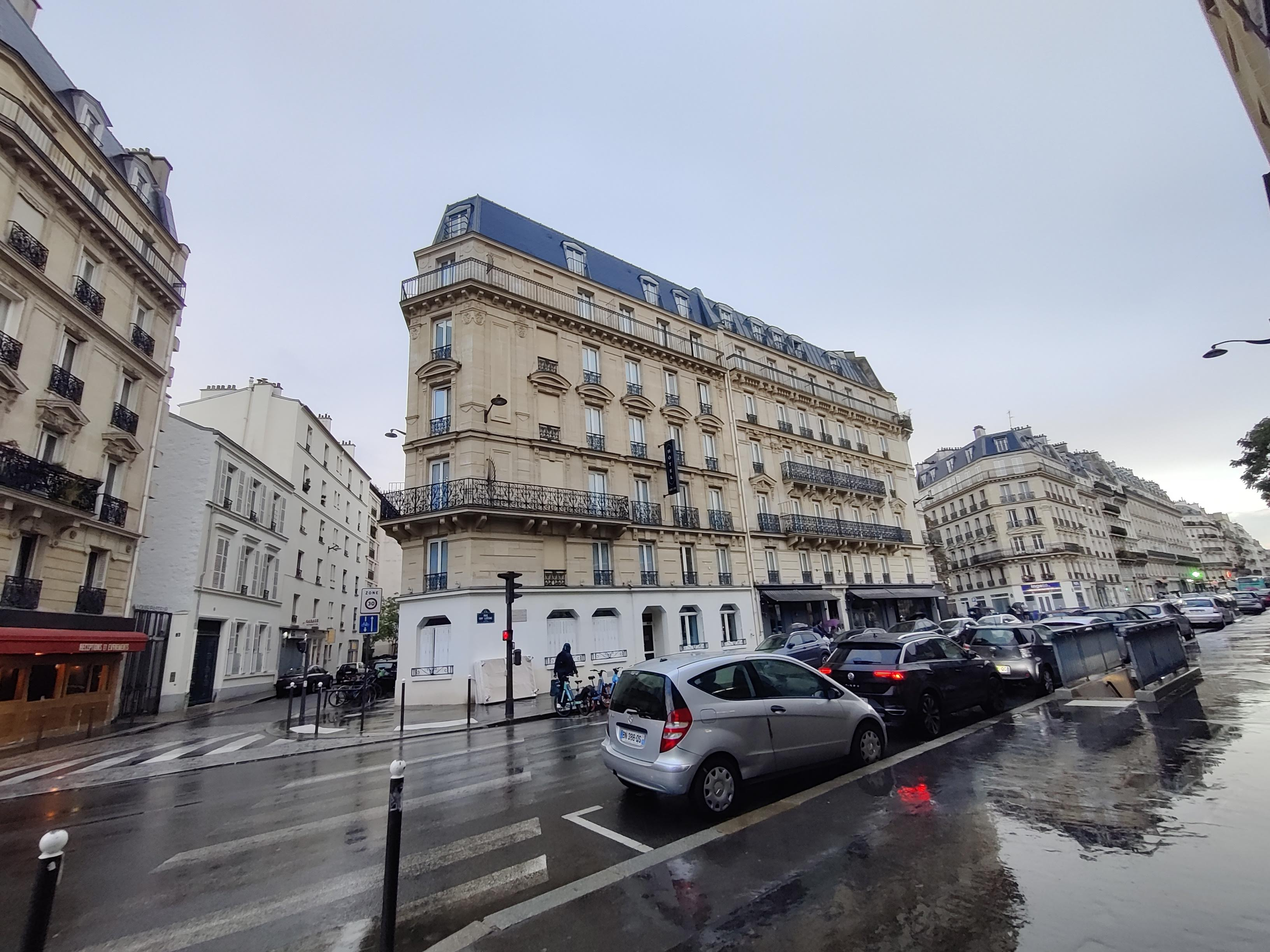
Casa em Paris

Ainda actualmente, apesar de ser uma figura pacatamente esquecida, se falam nos seus trabalhos e na sua marca deixada na literatura.